# 接線追緝
是一部2021年美國犯罪驚悚片，由安東尼·法奎執導，尼古·皮佐拉圖編劇，故事改編自2018年丹麥電影《厄夜追緝令》，主演包括傑克·葛倫霍、伊森·霍克、彼得·賽斯嘉、芮莉·克亞芙、達芬·喬伊·藍道夫、保羅·迪諾和威廉·伯爾。
《接線追緝》2021年9月11日在多倫多國際影展進行全球首映，同年9月24日在美國院線有限上映，2021年10月1日上線Netflix。

## 演員
- 傑克·葛倫霍飾演喬·貝勒（Joe Bayler）
- 克莉斯汀娜·維達（英语：Christina Vidal）飾演丹尼絲·韋德警官（Sergeant Denise Wade）
- 安德恩·馬丁內茲（英语：Adrian Martinez (actor)）飾演曼尼（Manny）

聲演
- 伊森·霍克飾演比爾·米勒警官（Sergeant Bill Miller）
- 芮莉·克亞芙飾演艾米莉·萊頓（Emily Lighton）
- 伊萊·戈雷（英语：Eli Goree）飾演瑞克（Rick）
- 彼得·賽斯嘉飾演亨利·費雪（Henry Fisher）
- 保羅·迪諾飾演馬修·豐特諾（Matthew Fontenot）
- 達芬·喬伊·藍道夫飾演衛生所調度員
- 大衛·卡斯塔尼達飾演提姆·格瓦西警官（Officer Tim Gervasi）
- 博·納普飾演德魯·納許（Dru Nashe）
- 愛迪·派特森（英语：Edi Patterson）飾演凱薩琳·海伯（Katherine Harbor）
- 威廉·伯爾飾演夜店來電者

## 製作
2018年12月，宣佈傑克·葛倫霍獲得2018年丹麥驚悚電影《厄夜追緝令》的版權，並將主演及製作改編自《厄夜追緝令》的重拍電影。2020年9月，宣佈該片由安東尼·法奎執導並擔任製片人，尼古·皮佐拉圖撰寫劇本。同月，Netflix以3000萬美元收購了該片的全球發行權。2020年11月，伊森·霍克、彼得·賽斯嘉、芮莉·克亞芙、保羅·迪諾、貝倫·包威斯、達芬·喬伊·藍道夫、大衛·卡斯塔尼達、克莉斯汀娜·維達、安德恩·馬丁內茲、博·納普、愛迪·派特森和威廉·伯爾加入演員陣容。此片傑克·葛倫霍的表演被广泛赞誉，但总体质量被认为不如丹麦的原作。

### 拍攝
主體拍攝於2020年11月在洛杉磯開始進行。

## 發行
《接線追緝》於2021年9月11日在登上多倫多國際影展進行全球首映，同年9月24日美國院線有限上映，2021年10月1日上線Netflix。

## 外部連結
- 互联网电影数据库（IMDb）上《接線追緝》的资料（英文）
- 豆瓣电影上《接線追緝》的資料 （简体中文）
- 在Netflix上觀看《接線追緝》